# Pealius bangkokensis
Pealius bangkokensis là một loài côn trùng cánh nửa trong họ Aleyrodidae, phân họ Aleyrodinae.
Pealius bangkokensis được Takahashi miêu tả khoa học đầu tiên năm 1942.